# 井手口直子
井手口 直子（いでぐち なおこ、1963年8月9日 - ）は、日本の薬学者、薬剤師、作家、ラジオパーソナリティ。帝京平成大学薬学部教授、東邦大学薬学部非常勤講師、新医療総合研究所顧問。博士（薬学）。
帝京大学薬学部薬学科卒業。新医療総合研究所代表取締役、日本大学薬学部専任講師を経て2010年より現職。
2012年　帝京大学 博士（薬学） 論文の題は　「患者対応能力の向上を目指した薬学生へのコミュニケーション教育の開発 : : 実施と評価」。
日本ファーマシューティカルコミュニケーション学会常任理事、日本地域薬局薬学会理事、日本緩和医療薬学会評議員。ラジオNIKKEI「井手口直子の薬剤師Go！」パーソナリティ。

## 編著書
- 薬剤師のためのコミュニケーションスキルアップ（講談社）
- 薬学生、薬剤師育成のための模擬患者（SP）研修の方法と実践（じほう）
- よくわかるＰＯＳ薬歴の基本と書き方（秀和システム）
- 薬剤師になるには（ぺりかん社）
- 実践・ファーマシューティカルコミュニケーション（日経BP）
- 新・薬剤師のコミュニケーション（薬事日報）
- 薬局のしくみ（日本実業出版）
- 保険薬剤師ビギナーズマニュアル（テクノミックス）
- わかりやすい薬剤師のためのカウンセリング講座（じほう）

## 翻訳（共訳）
- 薬剤師のカウンセリングガイド（じほう）
- ストレスマネジメントと職場カウンセリング（川島書店）